# Ebes, Hajdú-Bihar
Ebes  este un sat în districtul Hajdúszoboszló, județul Hajdú-Bihar, Ungaria, având o populație de 4.542 de locuitori (2011). 

## Demografie
Componența etnică a satului Ebes
     Maghiari (98,41%)
     Necunoscut (0,53%)
     Alții (1,06%)
Componența confesională a satului Ebes
     Fără religie (41,22%)
     Reformați (26,86%)
     Romano-catolici (6,83%)
     Greco-catolici (3,17%)
     Atei (1,06%)
     Necunoscută (20,76%)
     Luterani (0,11%)
     Alte religii (1,61%)
Conform recensământului din 2011, satul Ebes avea 4.542 de locuitori. Din punct de vedere etnic, majoritatea locuitorilor (98,41%) erau maghiari. Apartenența etnică nu este cunoscută în cazul a 0,53% din locuitori. Nu există o religie majoritară, locuitorii fiind persoane fără religie (41,22%), reformați (26,86%), romano-catolici (6,83%), greco-catolici (3,17%) și atei (1,06%). Pentru 20,76% din locuitori nu este cunoscută apartenența confesională.